# 雞蛋返生論文事件
雞蛋返生論文事件，指郑州春霖职业培训学校的校长郭萍「指导学生用念力将熟鸡蛋变为生鸡蛋并孵化雏鸡」的实验。该两篇相关实验报告被发表于吉林省《写真地理》期刊后引发了舆论的广泛关注。

## 论文作者
引发争议的两篇论文作者郭萍是郑州春霖职业培训学校的校长。该培训学校通过郑州人社局批准成立，主要从事国家职业资格认证培训项目。该校官网显示，该校设有“超感知全能全脑”“原子能量波动速读”“快速作文写作”等课程。据该校校长郭萍自述，她曾在大学搞科研，做过叶子复原的实验，受到启发，开始做鸡蛋返生的实验。郭萍称自己在做人体试验。记者发现，郭萍还发表过“熟绿豆返生”的论文。
该论文其他作者还有郭太安、印大民、白卫云，其中白卫云为通讯作者。其中郭萍、印大民自称是“北京相对论研究联谊会”的成员，有较深的超心理学背景。

## 实验报告论文
论文称，学生从养鸡场取得新鲜鸡蛋，煮熟，用超心理意识将鸡蛋返生，发现返生成功，之后送往孵化场孵化。
实验中所用孵化场为新郑市园之原养殖家庭农场，经营范围为猪的养殖、销售，鸡舍中鸡鸭混养。经营者称郭萍送来鸡蛋，自己亲手放在鸡窝里，8个鸡蛋孵出2个，孵化出来的鸡与普通鸡无异。
论文中所称的见证专家马建臣表示，自己没有看到熟鸡蛋变成生鸡蛋，也没有看到生鸡蛋孵化成小鸡。2020年论文的第二作者白卫云表示，自己见证了实验，但不知原理。

## 论文发表

### 期刊
两篇相关论文分别于2020年6月第22期和2021年3月第11期发表于期刊《写真地理》。该期刊由吉林省新闻广电局主管，吉林省舆林报刊发展有限责任公司主办，被维普数据库收录。
《写真地理》期刊工作人员表示该期刊只接受与地理相关的文章，版面费为800元，稿件内容要交由专业人员审核后发布。在后续采访中，期刊方表示“该论文有些玄幻，正常审核是不会通过的，作者应该是用了什么别的办法发表的”。

### 作者
在受到舆论关注后，郭萍回应表示自己教会了学生返生的能力，已返生100余枚鸡蛋，不知原理只知现象。后续郭萍又表示论文为朋友代写，接到《写真地理》电话问是否需要发表，价格很便宜。

## 政府调查
2021年4月，郑州市场监管部门就涉事培训机构郑州市春霖职业培训学校和新郑市园之原养殖家庭农场涉嫌虚假宣传、超范围经营等问题介入调查。
2021年4月27日，吉林省新闻出版局对《写真地理》杂志做出停刊、自查自纠处理，并成立专项工作组进驻核实调查。4月30日，吉林省新闻出版局因《写真地理》未经相关部门审批，超业务范围发表学术论文、擅自违规转让出版权、未严格落实“三审三校”制度，对《写真地理》杂志作出停刊整顿、主要负责人辞职的处理。
2021年4月28日，经相关部门联合调查，该校因发布虚假广告被郑州市人力资源和社会保障局责令停业整改。该校校长郭萍辞职。
2021年6月30日，北京市民政局取缔了未经登记，擅自以社会团体名义进行活动的“北京相对论研究联谊会”。

## 评论
- 新华社评论称“一个敢写一个敢发，反智论文何以过审？”[8]
- 武汉生物工程学院一名副教授表示，这篇论文震碎了他的三观[5]。

## 备注
1. ↑  上一次改版名称为《意林，小小姐》，刊号未变